# Chorkie
Chorkie – rasa psów, zyskująca na popularności, szczególnie w USA.

## Pochodzenie
Rasa ta została uzyskana poprzez zmieszanie dwóch odrębnych ras – chihuahua i Yorkshire Terrier.
Rasa nieuznana przez FCI, a jedyną organizacją rejestrującą tę rasę psów jest ACHC (American Canine Hybrid Club – Amerykański Klub Psich Hybryd).

## Wygląd Chorkie
- Wzrost od 10 cm do 40cm,
- Waga od 0,5 kg do 4 kg,
- Kolor i rodzaj włosa dowolny.

Najczęściej spotykany kolor sierści to złocisty, chociaż często spotyka się też inne kolory. Często po urodzeniu kolor włosa zmienia się z czasem. Zazwyczaj włos jest gładki, dziedziczony po Yorkach, a uszy gładkie lub frędzlowate. Poszczególne osobniki mogą różnić się między sobą w zależności od rodziców.

## Charakter Chorkie
Psy wierne, inteligentne i kochające o charakterze zaczepnym, dlatego trzeba je prowadzić na smyczy. Ze względu na swój wzrost i drobną postawę, nie są zalecane dla rodzin z dziećmi, gdyż mogłaby stać się im krzywda. Jednakże starsze dzieci zazwyczaj radzą sobie z  malutkimi psami. Chorkie są dobrymi stróżami, ostrzegają przed niebezpieczeństwem. Bywają nieśmiałe i potrzebują kontaktu z właścicielem. Nie są psami nad wyraz aktywnymi, dlatego nie potrzebują zbytnio ruchu.